# أورسولا ريختر (مصورة)
أورسولا ريختر (بالألمانية: Ursula Richter) هي مصورة ألمانية، ولدت في 23 يونيو 1886 في رادبويل في ألمانيا، وتوفيت في 9 أغسطس 1946 في غرايفسفالد في ألمانيا.